# 奥尼翁河畔沃赖
奧尼翁河畔沃赖（法語：Voray-sur-l'Ognon，法語發音：[vɔʁɛ syʁ lɔɲɔ̃]）是法国上索恩省的一个市镇，属于沃苏勒区。

## 地理
奥尼翁河畔沃赖（47°20'20"N, 6°1'5"E）面积6.9 平方千米，位于法国勃艮第-弗朗什-孔泰大區上索恩省，该省份为法国东部内陆省份，北起顺时针与孚日省、贝尔福地区省、杜省、汝拉省、科多尔省和上马恩省接壤。
与奥尼翁河畔沃赖接壤的市镇（或旧市镇、城区）包括：索朗莱布勒雷、博奈、谢夫罗、德沃塞、比西耶尔、比捷、佩鲁斯。

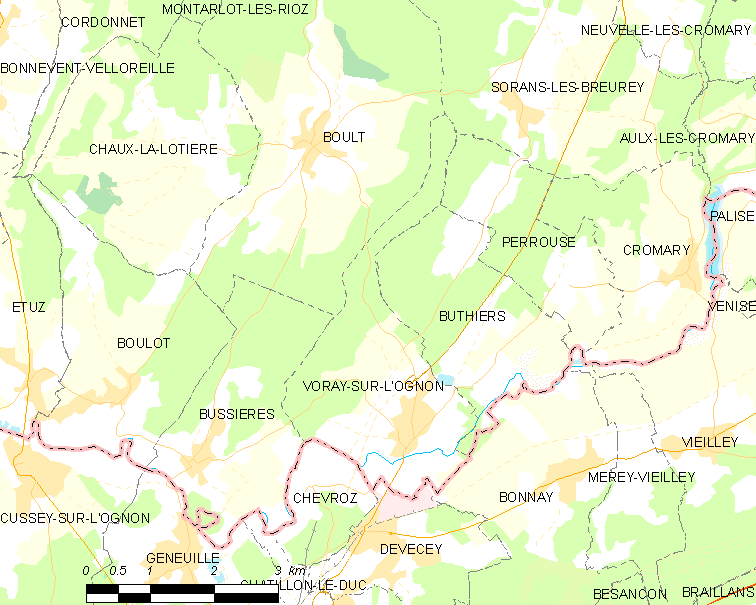
奥尼翁河畔沃赖的OSM定位图

奥尼翁河畔沃赖的时区为UTC+01:00、UTC+02:00（夏令时）。

## 行政
奥尼翁河畔沃赖的邮政编码为70190，INSEE市镇编码为70575。

## 政治
奥尼翁河畔沃赖所属的省级选区为里奥县。

## 人口

1962-2008年间奥尼翁河畔沃赖人口变化图示

奥尼翁河畔沃赖于2022年1月1日时的人口数量为867人。